# Регелинда
Регелинда също Реглиндис (на немски: Reglindis; Regelindis, Regelinda) от род Пясти, е чрез женитба маркграфиня на Майсен.

## Живот
Тя е дъщеря на полския херцог Болеслав I Храбри и Емнилда, дъщеря на Добромир, славянски княз от Лужица. По-голяма сестра е на полския крал Мешко II Лямберт (женен за Рихеза Лотарингска, внучка на император Ото II), на ко-херцог Ото и на сестра, омъжена между 1009/1012 г. за Святополк I, велик княз на Киевска Рус.
През 1002 г. Регелинда се омъжва за маркграф Херман, син на Екехард от Майсен. Бракът заздравява връзката между Пястите и Екехардините.
Нейна статуя стои в западната част на Наумбургската катедрала заедно с други единадесет статуи на дарители. Заедно с нейния съпруг и роднинската двойка Ута и Екехард, Херман и Регелинда са главни дарители на църквата.